# حروب يوغوسلافيا
كانت حروب يوغوسلافيا سلسلة من الصراعات العرقية والعصيان وحروب الاستقلال المنفصلة ولكنها كانت مرتبطة معًا، وحدثت على أرض يوغسلافيا سابقًا في الفترة بين عامي 1991 و 2001، ما أدى إلى انقسام دولة يوغوسلافيا. أعلنت دولها التأسيسية الاستقلال، على الرغم من التوترات التي لم يُفصل فيها بين الأقليات العرقية، مشعلةً فتيل الحرب.
انتهت معظم الحروب باتفاقيات سلام، وشملت الاعتراف الكامل بالدول الجديدة، ولكن بخسائر فادحة في الأرواح وتدمير اقتصاد المنطقة. في البداية سعى جيش يوغوسلافيا الشعبي «جاي إن إيه» نحو الحفاظ على وحدة يوغسلافيا بالكامل عن طريق القضاء على الحكومات الانفصالية، ولكنها وقعت تدريجيًا تحت تأثير حكومة سلوبودان ميلوشيفيتش الصربية. ونتيجةً لذلك بدأ جيش يوغوسلافيا الشعبي في فقدان السلوفينيين والكروات وألبان كوسوفو والبوسنيين والمقدونيين وأصبحوا عمليًا جيشًا صربيًا. طبقًا لتقرير الأمم المتحدة الصادر عام 1994، لم يهدف الجانب الصربي نحو استعادة يوغوسلافيا، ولكنهم سعوا نحو تأسيس صربيا الكبرى من أجزاء من كرواتيا والبوسنة. دخلت حركات وحدوية أخرى في الحروب، مثل «ألبانيا العظمى» (من كوسوفو، على الرغم من أنها أُهملت من الدبلوماسية العالمية) و «كرواتيا العظمى» (من أجزاء من الهرسك، حتى عام 1994 عندما أنهتها اتفاقية واشنطن).
وُصفت تلك الحروب عادةً بأكثر صراعات أوروبا فتكًا بعد الحرب العالمية الثانية، واتصفت بالعديد من جرائم الحرب، بما في ذلك الإبادة الجماعية، وجرائم ضد الإنسانية والاغتصاب. كانت الإبادة الجماعية في البوسنة هي أول الجرائم الأوروبية التي يُحكم فيها بشكل رسمي بالإبادة الجماعية منذ الحرب العالمية الثانية، ونتيجة لذلك اتهمت العديد من الشخصيات البارزة المشاركة فيها بجرائم الحرب. أسست الأمم المتحدة المحكمة الجنائية الدولية ليوغوسلافيا السابقة (ICTY) للحكم في تلك الجرائم.
طبقًا للمركز الدولي للعدالة الانتقالية، أدت حروب يوغوسلافيا إلى مقتل 140000 شخص. قدر مركز القانون الإنساني أنه خلال الصراعات في جمهوريات يوغسلافيا السابقة قُتل 130000 شخص على الأقل.

## التسمية
سميت الحروب بالأسماء الآتية بالتبادل:
- الحروب في البلقان
- الحروب/الصراعات في يوغوسلافيا السابقة[22]
- حرب البلقان الثالثة: وهو مصطلح اقترحه الصحفي البريطاني ميشا جليني في عنوان كتابه، بالتلميح إلى الحربين السابقتين في البلقان في الفترة من 1912 إلى 1913. في الواقع، طبق بعض المؤرخين التعبيريين ذلك المصطلح على الحرب العالمية الأولى، لأنهم رأوها كنتيجة مباشرة لحرب البلقان في 1912-13.[23]
- حرب يوغوسلافيا الأهلية/الحرب الأهلية اليوغوسلافية/الحرب الأهلية في يوغوسلافيا.

## الخلفية
لم يظهر الصراع العرقي بشكل بارز بين الشعوب اليوغوسلافية حتى القرن العشرين، والذي بدأ بتوترات حول دستور مملكة الصرب والكروات والسلوفينيين في أوائل العشرينيات وتطور الأمر حتى وصل للعنف بين الصرب والكروات في نهاية العشرينيات بعد اغتيال السياسي الكرواتي ستيبان راديتش. خلال الحرب العالمية الثانية، ارتكبت الحركة الثورية الكرواتية Ustaše عددًا من الفظائع الوحشية ضد الصرب، كما فعل أعداؤهم الصرب (تشيتنيك Chetnik) ضد الكروات والبوسنيين. كانت حركة يوغوسلافيا الحزبية قادرة على استمالة جميع المجموعات، بما في ذلك الصرب والكروات والبوسنيين. في صربيا والمناطق التي حكمها الصرب، حدثت مواجهات عنيفة، خاصة بين القوميين وغير القوميين الذين انتقدوا الحكومة الصربية والكيانات السياسية الصربية في البوسنة وكرواتيا. أشارت التقارير إلى تعرض الصرب الذين عارضوا المناخ السياسي القومي للمضايقات والتهديد والقتل.
تأسست دولة يوغوسلافيا في أعقاب الحرب العالمية الأولى، والتي تكونت في الأغلب من المسيحيين السلاف جنوبيين، على الرغم من تواجد أقلية مسلمة بارزة. استمرت الدولة من 1918 إلى 1941، عندما اجتاحتها قوات المحور خلال الحرب العالمية الثانية، والتي قدمت بدورها الدعم للحركة الثورية الكرواتية Ustaše (تأسست في 1929)، والتي نفذت حملة للإبادة الجماعية بحق الصرب واليهود والغجر داخل أراضيهم بالإضافة إلى التشينيكس الذين نفذوا حملة التطهير العرقي والإبادة الجماعية الخاصة بهم ضد الكروات الوطنيين والبوسنيين، بينما دعموا أيضًا إرجاع الممالك الصربية. في 1945، تأسست جمهورية يوغوسلافيا الاشتراكية الاتحادية (SFRY) على يد جوزيف بروز تيتو، الذي حافظ على قيادة مستبدة كبحت جماح القومية. بعد وفاة تيتو في 1980، تدهورت العلاقات بين الجمهوريات الستة داخل جمهورية يوغوسلافيا الاشتراكية الاتحادية. رغبت كل من سلوفينيا وكرواتيا في المزيد من الاستقلالية داخل الاتحاد اليوغسلافي، بينما سعت صربيا نحو تقوية السلطة الاتحادية. وكما أصبح واضحًا، لم يكن هناك حلًا متفقًا عليه من جميع الأطراف، واتجهت سلوفينيا وكرواتيا نحو الانفصال. على الرغم من تصاعد التوترات في يوغسلافيا منذ بدايات الثمانينيات، إلا أن الأحداث في 1990 كانت حاسمة. في منتصف الصعوبات الاقتصادية، كانت يوغوسلافيا تواجه تصاعدًا في القومية بين مجموعاتها العرقية المختلفة. مع بداية التسعينيات، لم تكن هناك سلطة مؤثرة على المستوى الاتحادي. تكونت الرئاسة الإتحادية من ممثلين عن الجمهوريات الست، ومقاطعتين والجيش الشعبي اليوغوسلافي، وقُسمت القيادة الشيوعية بطول الحدود الوطنية.

## النتائج

### الإصابات
تشير بعض التقديرات إلى أن عدد القتلى في الحروب اليوغوسلافية وصل لحوالي 140 ألف شخص. يقدر مركز القانون الإنساني أنه فقد في النزاعات في جمهوريات يوغوسلافيا السابقة ما لا يقل عن 130 ألف شخص حياتهم. كان تورط سلوفينيا في النزاعات قصيرًا، وبالتالي كانت خسائرها أقل، وقتل حوالي 70 شخصًا في نزاعها الذي استمر عشرة أيام. خلفت الحرب في كرواتيا حوالي 22000 قتيل، منهم 15000 من الكروات و7000 من الصرب.
عانت البوسنة والهرسك من العبء الأكبر للقتال: قُتل ما بين 97207 و102622 شخصًا في الحرب، بما في ذلك 64036 من البوسنيين و24905 من الصرب و7788 من الكروات. وبحسب النسب، كان 65% من القتلى من البوشناق، و25% من الصرب، و8% من الكروات. في نزاع كوسوفو، قُتل 13535 شخصًا، من بينهم 10812 ألبانيًا (حوالي 80%) و2197 صربيًا (حوالي 16%). كانت أعلى حصيلة للقتلى في سراييفو: حيث قُتل حوالي 14 ألف شخص خلال الحصار، وفقدت المدينة عددًا يقارب عدد الأشخاص الذين خسرتهم الحرب بأكملها في كوسوفو.
بالأرقام النسبية والمطلقة، عانى البوشناق من أكبر الخسائر: إذ قُتل 64036 من شعبهم في البوسنة، وهو ما يمثل عددًا من القتلى يزيد عن 3% من مجموعتهم العرقية بأكملها. وعانوا من أسوأ الظروف في مذبحة سريبرينيتشا، فقد بلغ معدل وفيات الرجال البوسنيين (بغض النظر عن أعمارهم أو وضعهم المدني) 33% في يوليو 1995. كانت نسبة البوشناق من بين جميع القتلى المدنيين خلال حرب البوسنة حوالي 83%، وارتفعت إلى حوالي 95% في شرق البوسنة.
خلال الحرب في كرواتيا، كان 43.4% من القتلى مدنيين.

### النازحون داخليا واللاجئون
تشير التقديرات إلى أن الحروب في كرواتيا والبوسنة والهرسك وكوسوفو تسببت بحوالي 2.4 مليون لاجئ ومليونَي نازح داخلي إضافي.
تسببت الحرب في البوسنة والهرسك في نزوح أو تشريد 2.2 مليون لاجئ، أكثر من نصفهم من البوشناق. حتى عام 2001، كان يوجد حوالي 650 ألف مشرد بوشناقي، بينما غادر 200 ألف البلاد بشكل دائم.
تسببت حرب كوسوفو في طرد 862979 لاجئًا ألبانيًا من القوات الصربية أو ممن هربوا من جبهة القتال. إضافة لنزوح 500 ألف إلى 600 ألف شخص، مما يعني أنه وفقًا لمنظمة الأمن والتعاون في أوروبا، تشرّد حوالي 90% من الألبان من ديارهم في كوسوفو بحلول يونيو 1999. بعد نهاية الحرب، عاد الألبان، ولكن هرب أكثر من 200 ألف من الصرب والرومان وغيرهم من غير الألبان من كوسوفو. بحلول نهاية عام 2000، كانت تحتوي صربيا على حوالي 700 ألف لاجئ أو نازح داخلي من كوسوفو وكرواتيا والبوسنة.
من منظور حق اللجوء للنازحين واللاجئين، تحملت كرواتيا وطأة الأزمة. وفقًا لبعض المصادر، استضافت كرواتيا في عام 1992 حوالي 750 ألف لاجئ أو نازح داخلي، ويشكل ذلك 16% من سكانها البالغ عددهم 4.7 مليون نسمة: وشملت هذه الأرقام 420 ألف إلى 450 ألف لاجئ بوسني، و35 ألف لاجئ من صربيا (معظمهم من فويفودينا وكوسوفو) بينما نزح داخليًا ما يزيد عن 265 ألف شخص من أجزاء أخرى من كرواتيا نفسها. ويعادل هذا استضافة ألمانيا 10 ملايين نازح أو فرنسا 8 ملايين نازح.
تشير البيانات الرسمية للمفوضية السامية للأمم المتحدة لشؤون اللاجئين إلى أن كرواتيا كانت تستضيف 287 ألف لاجئ و344 ألف نازح داخلي في عام 1993. يشكل ذلك نسبة 64.7 لاجئ لكل 1000 نسمة. في تقريرها لعام 1992، وضعت المفوضية السامية للأمم المتحدة لشؤون اللاجئين كرواتيا في المرتبة السابعة على قائمتها التي تضم أكثر من 50 دولة مثقلة باللاجئين: فقد سجلت 316 ألف لاجئ، وهي نسبة 15: 1 مقارنة بإجمالي عدد سكانها. إضافة إلى النازحين داخليًا، تستضيف كرواتيا ما لا يقل عن 648 ألف شخص بحاجة إلى سكن في عام 1992. وبالمقارنة، كان في مقدونيا 10.5 لاجئ لكل 1000 نسمة في عام 1999.
استضافت سلوفينيا 45 ألف لاجئ في عام 1993، أي 22.7 لاجئ لكل 1000 نسمة. استضافت صربيا والجبل الأسود 479111 لاجئًا في عام 1993، أي بنسبة 45.5 لاجئ لكل 1000 نسمة. بحلول عام 1998، ارتفع هذا العدد إلى 502037 لاجئًا (أو 47.7 لاجئ لكل 1000 نسمة). وبحلول عام 2000، انخفض عدد اللاجئين إلى 484391 شخصًا، لكن عدد المشردين داخليًا ارتفع إلى 267500، أو ما مجموعه 751891 مشردًا ويحتاجون إلى سكن.

### الأضرار المادية
كانت الأضرار المادية والاقتصادية التي سببتها الصراعات كارثية. بلغ الناتج المحلي الإجمالي للبوسنة والهرسك ما بين 8-9 مليار دولار قبل الحرب. قدرت الحكومة الخسائر الإجمالية للحرب بما يتراوح بين 50 و70 مليار دولار. وسجلت انخفاضًا في الناتج المحلي الإجمالي بنسبة 75% بعد الحرب. حوالي 60% من المساكن في البلاد إما تضررت أو دمرت، مما شكل عقبة هامة عند محاولة إعادة اللاجئين إلى بيوتهم. أصبحت البوسنة أيضًا أكثر دول أوروبا تلوثًا بالألغام الأرضية: 1820 كيلومتر مربع من أراضيها مزروعة بهذه المتفجرات، والتي تمثل 3.6% من مساحة أراضيها. نُشر ما بين 3 و6 ملايين لغم أرضي في جميع أنحاء البوسنة. مات بسببهم خمسة آلاف شخص خلال الحرب، وقُتل حوالي 1520 بعد الحرب.
في عام 1999، أقر البرلمان الكرواتي مشروع قانون يقدر أضرار الحرب في البلاد بمبلغ 37 مليار دولار. وتزعم الحكومة أنه بين عامي 1991 وأبريل 1993، تعرض حوالي 210 ألف مبنى في كرواتيا (بما في ذلك المدارس والمستشفيات ومخيمات اللاجئين) إما للتلف أو التدمير بسبب قصف جمهورية كرايينا الصربية وجيش يوغوسلافيا الشعبي. كانت المدن المتضررة من القصف هي كارلوفاك، وجوسبيتش، وأوغولين، وزادار، وبيوجراد وغيرها. وأقرت الحكومة الكرواتية بأن 7489 مبنى تعود ملكيتها إلى صرب كرواتيا تضررت أو دمرت بالمتفجرات أو الحرق المتعمد أو غير ذلك من الوسائل المتعمدة بحلول نهاية عام 1992. وفي الفترة من يناير إلى مارس 1993، تضرر أو دمر 220 مبنى آخر. ووجهت تهم جنائية إلى 126 كرواتيًا لارتكاب مثل هذه الأفعال.
أدت العقوبات المفروضة على جمهورية يوغوسلافيا الاتحادية إلى تضخم مفرط بنسبة 300 مليون في المئة من الدينار اليوغوسلافي. بحلول عام 1995، فقد حوالي مليون عامل وظائفهم بينما انخفض الناتج المحلي الإجمالي بنسبة 55% منذ عام 1989. تسبب قصف الناتو لصربيا عام 1999 بأضرار إضافية. كان أشدها قصف مصنع بانشيفو للبتروكيماويات، والذي تسبب في إطلاق 80 ألف طن من الوقود المحترق في البيئة. استخدم حوالي 31 ألف طلقة من ذخيرة اليورانيوم المنضب خلال هذا القصف.

### تجارة الأسلحة غير المشروعة
بعد انتهاء القتال، تُركت ملايين الأسلحة مع المدنيين الذين احتفظوا بها في حالة عودة العنف. ظهرت هذه الأسلحة لاحقًا في سوق الأسلحة السوداء في أوروبا.
في عام 2018 لم تكن هناك أرقام رسمية دقيقة حول عدد الأسلحة النارية المفقودة، ففي صربيا، أعطت السلطات تقديرات تتراوح بين 250 ألف إلى 900 ألف من الأنواع المختلفة المتداولة. في البوسنة، تشير التقارير العامة إلى رقم 750 ألف. في نهاية عام 2017، دخل رجل إلى حافلة في بانيا لوكا وكان يحمل حقيبتين تحتويان على 36 قنبلة يدوية وثلاث بنادق هجومية وسبع مسدسات ولغم ومئات من الخراطيش. أوقف في دولة سلوفينيا المجاورة. اعتُقلت امرأة تبلغ من العمر 26 عامًا عند الحدود مع كرواتيا ومعها ثلاثة أسلحة مضادة للدبابات وقنبلة يدوية. عثرت الشرطة على أربع بنادق آلية وثلاث بنادق قتالية وثلاث بنادق هجومية وكمية كبيرة من المتفجرات في منزل رجل يبلغ من العمر 79 عامًا. وفقًا لمسؤول في برنامج الأمم المتحدة الإنمائي، سيكون تسليم المدنيين أسلحتهم لسلطات الدولة أمرًا معقدًا؛ لأنه يجب قبل ذلك الوثوق بحمايتهم من قبل السلطات. استُخدمت بعض الأسلحة المفقودة في هجمات نوفمبر 2015 في باريس والتي قتل خلالها 130 شخصًا على أيدي الجهاديين. كانت الأسلحة الأخرى عبارة عن بنادق هجومية استخدمت في إطلاق النار على حانة جوتنبرج عام 2015.
تنسق حكومات الدول الخلف جهودها للحد من انتشار الأسلحة غير المشروعة من خلال نهج إقليمي لخفض المخزونات (RASR) يركز على تقليل المخزونات وتبادلات الأسلحة والتفجيرات غير المبررة في جنوب شرق أوروبا. يشمل الشركاء الاتحاد الأوروبي، والمكتب الأمريكي لإزالة الأسلحة والحد منها، ووكالة الدفاع الأمريكية للحد من التهديدات الدفاعية (DTRA) ووكالة الدعم والمشتريات التابعة لحلف الناتو. تشمل الأنشطة الممولة من حكومة الولايات المتحدة ورشات العمل السنوية التي يحضرها مسؤولون حكوميون أمريكيون من وزارتَي الخارجية والدفاع وممثلي وزارات الدفاع من الدول الخلف اليوغوسلافية.

### تجارة المخدرات غير المشروعة

خريطة يوغوسلافيا بعد التقسيم

منذ بداية الأعمال العدائية بين الفصائل المتحاربة في يوغوسلافيا السابقة، شارك جيش تحرير كوسوفو والمافيا الصربية في تجارة المخدرات غير المشروعة، خاصة بعد دخول هيروين غرب آسيا إلى وسط وغرب أوروبا. في أوائل التسعينيات، احتُجز 2000 ألباني من كوسوفو في السجون السويسرية بتهمة تهريب الأسلحة والمخدرات. خلال الحرب، صادر الإنتربول وأجهزة إنفاذ القانون المحلية عدة أطنان من الهيروين. وأدت عمليات تهريب المخدرات غير المشروعة إلى جرائم إضافية في جميع أنحاء أوروبا الغربية، بما في ذلك عمليات السطو على البنوك والابتزاز التي ترتكبها العصابات الإجرامية العاملة خارج أوروبا الشرقية. أدى تكثيف استهلاك الهيروين في أوروبا الغربية إلى توسع أسواق المخدرات الحرة، وخاصة في سويسرا. ما تزال العصابات الإجرامية البوسنية ذات تأثير كبير على الاتجار العالمي بالمخدرات، بسبب المردود المالي المربح لتجارة الكوكايين.

### استشهادات
1. ↑  "Rebel Albanian chief surrenders". بي بي سي نيوز (بالإنجليزية). 26 May 2001. Archived from the original on 2019-07-19. Retrieved 2020-11-26.
2. ↑  غولدشتاين، صفحة 256.
3. 1 2 3 4  "Rezultati istraživanja "Ljudski gubici '91-'95"". Research and Documentation Center Sarajevo. مؤرشف من الأصل في 2012-02-29.
4. 1 2 3  "Public review of data on victims, killed and missing – Presentation in Belgrade". The Kosovo Memory Book. مؤرشف من الأصل في 2019-01-17. اطلع عليه بتاريخ 2012-06-21.
5. ↑  Hoare, Marko Attila (2008) Genocide in Bosnia and the failure of international justice نسخة محفوظة 14 مايو 2013 على موقع واي باك مشين.
6. ↑  "Serbia marks anniversary of NATO bombing". B92. مؤرشف من الأصل في 2015-03-09. اطلع عليه بتاريخ 2012-05-06.
7. ↑  Judah، Tim (17 فبراير 2011). "Yugoslavia: 1918–2003". BBC. مؤرشف من الأصل في 2019-05-31. اطلع عليه بتاريخ 2012-04-01.
8. ↑  حروب يوغوسلافيا, p. 8
9. ↑  حروب يوغوسلافيا, p. xvii.
10. ↑  Armatta، Judith (2010)، Twilight of Impunity: The War Crimes Trial of Slobodan Milosević، Duke University Press، ص. 121
11. ↑  International Criminal Tribunal for the former Yugoslavia (29 مايو 2013). "Prlic et al. judgement vol.6 2013" (PDF). United Nations. ص. 383. مؤرشف من الأصل (PDF) في 2018-10-04.
12. ↑  Gow، James (2003). The Serbian Project and Its Adversaries: A Strategy of War Crimes. C. Hurst & Co. ص. 229. ISBN:9781850654995. مؤرشف من الأصل في 2020-03-12.
13. ↑  van Meurs، Wim، المحرر (11 نوفمبر 2013). Prospects and Risks Beyond EU Enlargement: Southeastern Europe: Weak States and Strong International Support. Springer Science & Business Media. ص. 168. ISBN:9783663111832. مؤرشف من الأصل في 2020-03-12.
14. ↑  Thomas، Raju G. C.، المحرر (2003). Yugoslavia Unraveled: Sovereignty, Self-Determination, Intervention. Lexington Books. ص. 10. ISBN:9780739107577. مؤرشف من الأصل في 2020-03-12.
15. ↑  Mahmutćehajić، Rusmir (1 فبراير 2012). Sarajevo Essays: Politics, Ideology, and Tradition. State University of New York Press. ص. 120. ISBN:9780791487303. مؤرشف من الأصل في 2020-03-12.
16. ↑  Jannsens، Jelle (5 فبراير 2015). State-building in Kosovo. A plural policing perspective. Maklu. ص. 53. ISBN:978-90-466-0749-7. مؤرشف من الأصل في 2020-03-12.
17. ↑  Totten، Samuel؛ Bartrop، Paul R. (2008). Dictionary of Genocide. with contributions by Steven Leonard Jacobs. Greenwood Publishing Group. ص. 249. ISBN:978-0-313-32967-8. مؤرشف من الأصل في 2020-03-12.
18. ↑  Sullivan، Colleen (14 سبتمبر 2014). "Kosovo Liberation Army (KLA)". موسوعة بريتانيكا. مؤرشف من الأصل في 2019-09-24.
19. ↑  Karon، Tony (9 مارس 2001). "Albanian Insurgents Keep NATO Forces Busy". TIME. مؤرشف من الأصل في 2019-07-30.
20. ↑  Phillips، David L. (2012). Liberating Kosovo: Coercive Diplomacy and U.S. Intervention. in cooperation with the Future of Diplomacy Project, Belfer Center for Science and International Affairs. The MIT Press. ص. 69. ISBN:9780262305129. مؤرشف من الأصل في 2020-03-12.
21. ↑  Security Council  Resolution  827.  S/RES/827(1993)
22. ↑  Tabeau، Ewa (15 يناير 2009). "Casualties of the 1990s wars in the former Yugoslavia (1991–1999)" (PDF). Helsinki Committee for Human Rights in Serbia. مؤرشف من الأصل (PDF) في 2018-09-28.
23. ↑  حروب يوغوسلافيا, p. 429
24. ↑  حروب يوغوسلافيا, p. 5
25. ↑  Hart، Stephen A. (17 فبراير 2011). "Partisans: War in the Balkans 1941–1945". BBC History. مؤرشف من الأصل في 2019-06-11. اطلع عليه بتاريخ 2012-07-11.
26. 1 2  حروب يوغوسلافيا
27. ↑  Bjelajac & Žunec 2009، صفحة 265.
28. ↑  Visoka 2020، صفحة 385.
29. ↑  Smajić 2013، صفحة 124.
30. ↑  Fink 2010، صفحة 469.
31. ↑  Watkins 2003، صفحة 10.
32. ↑  UNHCR 2003.
33. ↑  Rowland، Jacky (22 مارس 2000). "Bleak outlook for Serb refugees". BBC News. Belgrade. مؤرشف من الأصل في 2021-08-16. اطلع عليه بتاريخ 2012-07-04.
34. ↑  Council of Europe 1993، صفحة 9.
35. ↑  حروب يوغوسلافيا, p 319
36. ↑  حروب يوغوسلافيا, p. 1
37. ↑  Jha 2014، صفحة 68.
38. ↑  OHCHR 1993، صفحة 19.
39. ↑  Jha 2014، صفحة 69.
40. ↑  Akhavan 2001، صفحة 7–31.
41. ↑  "UN hails conviction of Mladic, the 'epitome of evil,' a momentous victory for justice". UN News. 22 نوفمبر 2017. مؤرشف من الأصل في 2021-07-31. اطلع عليه بتاريخ 2017-11-23.
42. ↑  "Bosnian Croat commander convicted by UN tribunal to serve jail term in Italy". UN News. 25 أبريل 2008. مؤرشف من الأصل في 2021-09-28. اطلع عليه بتاريخ 2018-05-04.
43. ↑  "Paris terror attack: Why getting hold of a Kalashnikov is so easy". ذي إندبندنت. 23 نوفمبر 2015. مؤرشف من الأصل في 2021-03-08. اطلع عليه بتاريخ 2015-11-28.

### كتب
- جون أولكوك (2000). Explaining Yugoslavia [شرح يوغوسلافيا] (بالإنجليزية). دار نشر جامعة كولومبيا.
- جون أولكوك (1998). Conflict in the Former Yugoslavia: An Encyclopedia [الصراع في يوغوسلافيا السابقة: موسوعة] (بالإنجليزية).
- بيفيرلي آلين (1996). Rape Warfare: The Hidden Genocide in Bosnia-Herzegovina and Croatia [حرب الاغتصاب: الإبادة الجماعية المخفية في البوسنة والهرسك وكرواتيا] (بالإنجليزية). دار نشر جامعة منيسوتا. ISBN:978-0-8166-2818-6. Archived from the original on 2022-06-09.
- كاثرين بيكر (2015). The Yugoslav Wars of the 1990s [الحروب اليوغوسلافية من عقد 1990]. Macmillan International Higher Education. ISBN:978-1-137-39899-4. مؤرشف من الأصل في 2022-09-29.
- روبرت بيديلو; إيان جيفريز (2007). A history of Eastern Europe: crisis and change [تاريخ شرق أوروبا: الأزمة والتغيير] (بالإنجليزية) (الثانية ed.). Taylor & Francis. ISBN:978-0-415-36627-4. Archived from the original on 2023-02-08. Retrieved 2012-04-22.
- سينثيا براون; فارهاد كريم (1995). Playing the "Communal Card": Communal Violence and Human Rights [اللعب "بالبطاقة الشيوعية": العنف الشيوعي وحقوق الإنسان] (بالإنجليزية). نيويورك: هيومن رايتس ووتش. ISBN:978-1-56432-152-7. Archived from the original on 2022-05-30.
- آن-ماري دي براور (2005). Supranational Criminal Prosecution of Sexual Violence [مقاضاة الإجرام فوق الوطني للعنف الجنسي] (بالإنجليزية). Intersentia. ISBN:978-90-5095-533-1. Archived from the original on 2023-02-08.
- Campbell، Kenneth (2001). Genocide and the Global Village. Springer. ISBN:978-0312299286. مؤرشف من الأصل في 2023-02-08.
- Cohen، Leonard J.؛ Dragović-Soso، Jasna، المحررون (2008). State Collapse in South-Eastern Europe: New Perspectives on Yugoslavia's Disintegration. Purdue University Press. ص. 323. ISBN:9781557534606.
- Demolli، Haki (2013). "Criminal judicial qualification and prosecution in the Racak case according to national and international legislation". في Aertsen، Ivo؛ Arsovska، Jana؛ Rohne، Holger-C؛ Valiñas، Marta؛ Vanspauwen، Kris (المحررون). Restoring Justice after Large-scale Violent Conflicts. Routledge. ص. 104. ISBN:9781134006236.
- Fink، George (2010). Stress of War, Conflict and Disaster. Academic Press. ISBN:9780123813824. مؤرشف من الأصل في 2023-02-08.
- Finlan، Alastair (2004). The Collapse of Yugoslavia 1991–1999. Essential Histories. Oxford, England: Osprey. ISBN:978-1-84176-805-2. مؤرشف من الأصل في 2022-05-27.
- Friedman، Francine (2013). Bosnia and Herzegovina: A Polity on the Brink. روتليدج. ISBN:9781134527540. مؤرشف من الأصل في 2023-02-13.
- Gagnon، Valère Philip (2004). The Myth of Ethnic War: Serbia and Croatia in the 1990s. Cornell University Press. ISBN:978-0-8014-7291-6. مؤرشف من الأصل في 2023-02-08.
- Geldenhuys، Dean (2004). Deviant Conduct in World Politics. Springer. ISBN:978-0230000711. مؤرشف من الأصل في 2023-02-08.
- Glenny، Misha (1996). The fall of Yugoslavia: the third Balkan war. London: Penguin. ISBN:978-0-14-026101-1.
- غولدشتاين، Ivo (1999). Croatia: A History. C. Hurst & Co. ISBN:978-1-85065-525-1.
- Hall, Richard C. ed. War in the Balkans: An Encyclopedic History from the Fall of the Ottoman Empire to the Breakup of Yugoslavia (2014)
- Ingrao، Charles؛ Emmert، Thomas A.، المحررون (2003). Confronting the Yugoslav Controversies: A Scholars' Initiative (ط. 2nd). Purdue University Press. ISBN:978-1-55753-617-4. مؤرشف من الأصل في 2023-02-08.
- Jha، U. C. (2014). Armed Conflict and Environmental Damage. Vij Books India Pvt Ltd. ISBN:978-9382652816.
- Krieger، Heike (2001). Heike Krieger (المحرر). The Kosovo Conflict and International Law: An Analytical Documentation 1974-1999. مطبعة جامعة كامبريدج. ص. 90. ISBN:9780521800716. مؤرشف من الأصل في 2023-02-13.
- Meštrović، Stjepan Gabriel (1996). Genocide After Emotion: The Postemotional Balkan War. Routledge. ISBN:978-0-415-12294-8. مؤرشف من الأصل في 2023-02-08.
- Meyers، Eytan (2004). International Immigration Policy: A Theoretical and Comparative Analysis. Springer. ISBN:978-1403978370. مؤرشف من الأصل في 2023-02-08.
- Naimark، Norman؛ Case، Holly M. (2003). Yugoslavia and Its Historians: Understanding the Balkan Wars of the 1990s. Stanford University Press. ISBN:978-0-8047-4594-9. مؤرشف من الأصل في 2022-09-29. اطلع عليه بتاريخ 2012-04-22.
- Off، Carol (2010). The Lion, the Fox and the Eagle. Random House of Canada. ص. 218. ISBN:978-0307370778. مؤرشف من الأصل في 2022-09-30.
- Ramet، Sabrina P. (2010). Central and Southeast European Politics Since 1989. كامبريدج, England: Cambridge University Press. ISBN:978-1-139-48750-4. مؤرشف من الأصل في 2023-02-08.
- Rogel، Carole (2004). The Breakup of Yugoslavia and Its Aftermath. Greenwood Publishing Group. ص. 91. ISBN:978-0-313-32357-7. مؤرشف من الأصل في 2022-07-12. اطلع عليه بتاريخ 2012-04-22.
- Shaw، Martin (2013). Genocide and International Relations: Changing Patterns in the Transitions of the Late Modern World. Cambridge University Press. ISBN:978-1107469105. مؤرشف من الأصل في 2023-02-08.
- Smajić، Aid (2013). "Bosnia and Herzegovina". في Nielsen، Jørgen؛ Akgönül، Samim؛ Alibašić، Ahmet؛ Racius، Egdunas (المحررون). Yearbook of Muslims in Europe. BRILL. ج. 5. ISBN:9789004255869.
- Tanner، Marcus (2001). Croatia : a nation forged in war (ط. 2nd). New Haven, CT; London, England: مطبعة جامعة ييل. ISBN:978-0-300-09125-0. مؤرشف من الأصل في 2022-07-04.
- Toal، Gerard؛ Dahlman، Carl T. (2011). Bosnia Remade: Ethnic Cleansing and its Reversal. Oxford University Press. ص. 136. ISBN:9780190207908. مؤرشف من الأصل في 2023-02-08.
- Watkins، Clem S. (2003). The Balkans. Nova Publishers. ص. 10. ISBN:9781590335253. مؤرشف من الأصل في 2023-02-08.
- Aleksandar، Bosković؛ Dević، Ana؛ Gavrilović، Darko؛ Hašimbegović، Elma؛ Ljubojević، Ana؛ Perica، Vjekoslav؛ Velikonja، Mitja، المحررون (2011). Political Myths in the Former Yugoslavia and Successor States: A Shared Narrative. Institute for Historical Justice and Reconciliation. ISBN:978-90-8979-067-5.
- وكالة المخابرات المركزية, Office of Russian and European Analysis (2002). Balkan Battlegrounds: A Military History of the Yugoslav Conflict, 1990–1995. Washington, D.C.: Central Intelligence Agency. ISBN:978-0-16-066472-4. مؤرشف من الأصل في 2023-02-13.
- Council of Europe (1993). Documents (working Papers) 1993. ص. 9. ISBN:9789287123329. مؤرشف من الأصل في 2023-02-08.
- Ullman، Richard Henry (1996). The World and Yugoslavia's Wars. Council on Foreign Relations. ISBN:978-0-87609-191-3. مؤرشف من الأصل في 2022-05-30.
- World Bank (1996). Bosnia and Herzegovina: Toward Economic Recovery. البنك الدولي. ص. 10. ISBN:978-0821336731. مؤرشف من الأصل في 2022-10-03.
- Udovicki، Jasminka؛ Ridgeway، James (2000). Burn This House: The Making and Unmaking of Yugoslavia. Durham, North Carolina: Duke University Press. ISBN:9781136764820.
- Powers، Roger S. (1997). Protest, Power, and Change: An Encyclopedia of Nonviolent Action from ACT-UP to Women's Suffrage. روتليدج. ISBN:9781136764820.

## وصلات خارجية
- Video on the Conflict in the Former Yugoslavia from the Dean Peter Krogh Foreign Affairs Digital Archives
- Bora Radović: Jugoslovenski ratovi 1991–1999 i neke od njihovih društvenih posledica. (بالصربية)
- جرائم الحرب في يوغسلافيا السابقة - الجزيرة نت
- Information and links on the Third Balkan War (1991–2001)
- Wiebes, Cees. Intelligence and the War in Bosnia 1992–1995, Publisher: Lit Verlag, 2003
- http://srebrenica.brightside.nl/srebrenica/
- Dr. R. Craig Nation. "War in the Balkans 1991–2002."
- "Yugoslavia: the outworn structure" (CIA) Report from November 1970
- Operation Storm
- Yugoslav wars على مشروع الدليل المفتوح